# Храм Преображения Господня (Курск)
Храм Преображе́ния Госпо́дня (Преображе́нская це́рковь, Спа́сская церковь, Спа́со-Преображе́нская церковь) — православный храм в городе Курске, располагавшийся в южной части квартала между улицами Спасопреображенской, Старопреображенской и Золотарёвской (теперь соответственно улицы Красной Армии, Софьи Перовской и Гайдара), не сохранившийся до наших дней.

## История
Первоначально на этом месте находилась возведённая в 1594 году деревянная Спасская церковь, покрытая тёсом, с рубленой колокольней и обшитыми гонтом стенами. Церковь была покрашена в красный цвет. Она заметно обветшала к концу XVIII века, и курские купцы приняли решение вместо неё построить новый каменный храм. За образец для будущей постройки был взят тобольский соборных храм, увиденный купцами во время поездки по торговым делам и поразивший их своей архитектурой. В 1776 году был заложен новый храм, а через семь лет, в 1783 году, — освящён его нижний престол во имя великомученика Димитрия Солунского. Достройка храма велась и позднее, окончательная отделка закончена в 1793 году. Старая деревянная церковь была перенесена на Херсонское кладбище, где она была заложена уже во имя преподобных Антония и Феодосия Печерских и в прежнем ветхом и недостроенном состоянии оставалась до 1813 года, пока не была разрушена в связи со строительством храма, посвященного мученице Екатерине.
В 1832 году по проекту архитектора Грознова храм был расширен пристройкой приделов. Во время более поздних перестроек была изменена колокольня, первоначально увенчанная куполом с главкой. В 1906 году вдова городского головы купца первой гильдии Григория Ивановича Лаврова Александра Алексеевна в память о нем открыла при храме на свои средства церковно-приходскую школу.
В 1934 году храм был закрыт, а через год разобрана колокольня. В 1937 году здание храма было перестроено в хлебозавод, а 30 октября 1941 года взорвано при отступлении частей Красной Армии.

## Архитектура и убранство храма
Крупный двухэтажный каменный храм в стиле барокко, объём основного здания которого завершал высокий четверик с пятью главами на гранёных барабанах. К восточной части примыкала трёхгранная апсида в два этажа. Трёхъярусная колокольня, после перестроек увенчанная шатром, соединялась с храмом небольшой трёхэтажной трапезной. Достопримечательностью храма был колокол, весивший до 400 пудов и славившийся особым звучанием.